# Edward Moore
Edward Peerman "Ed" Moore (Ringgold, Virgínia, 20 d'octubre de 1897 - Middleburg, Virgínia, 9 de febrer de 1968) va ser un remer estatunidenc que va competir a començaments del segle xx.
El 1920 va prendre part en els Jocs Olímpics d'Anvers, on guanyà la medalla d'or en la competició del vuit amb timoner del programa de rem. El 1921 es graduà a l'Acadèmia Naval dels Estats Units. Es retirà, com a almirall, el 1945.